# Campionat Regional Hispano-Marroquí
El Campionat Regional Hispano-Marroquí fou la màxima competició futbolística disputada als territoris del Protectorat espanyol al Marroc en els primers anys del futbol al territori. Era organitzat per la Federació Hispano-Marroquí de Futbol. Es disputà anualment entre 1932 i 1940 i des de 1934 fou classificatori per al Campionat d'Espanya.

## Història
El torneig es posà en marxa la temporada 1931-32, després de la creació de la Federació Hispano-Marroquí de Futbol, inicialment format per equips de les citats de Ceuta i Tetuan. El torneig es disputà en format lliga, amb la participació de tretze equips dividits en tres categories. En la primera categoria el Cultura y Sport Ceutí es proclamà campió per davant del Ceuta Foot-ball Club i l'equip militar d'Artilleria de Ceuta.
La temporada 1932-33 el campionat de primera categoria es disputà en dues fases. La primera fase es dividí en dos grups, disputat en sistema de lliga. Al grup occidental jugaren equips de Ceuta, Tetuan, Tànger i Larraix i al grup oriental equips de Melilla i Rif. Els millors classificats havien de jugar una segona fase en sistema de lliga, però els equips orientals hi renunciaren. Així l'África Sport Club, campió occidental, fou el campió final del campionat.
El novembre de 1932 la Federació Hispano-Marroquí ingressà a la Federació Espanyola, fet que permeté al campió regional de participar en la Copa d'Espanya. El nou campionat es disputà amb el mateix format que la temporada anterior. Després de les fases zonals, els dos primers clubs del campionat occidental (Ceuta Sport i África Sport Club) i el primer de la zona oriental (CD Español de Melilla) disputaren la ronda final. El Ceuta Sport -club que era fusió de Cultura y Sport Ceutí i Ceuta FC- es proclamà campió i es convertí en el primer club nord-africà en participar al Campionat d'Espanya.
La temporada 1934-35 el Ceuta Sport va revalidar el títol, novament per davant de l'Africa SC i del Melilla FC. La temporada següent, l'última abans de l'esclat de la Guerra Civil Espanyola, els clubs de Tetuan van trencar l'hegemonia ceutí, finalitzant l'Athletic Club i l'Espanyol FC com a campió i subcampió, respectivament.
L'any 1939, la reconstruïda Federació Espanyola posà en marxa la primera competició nacional després de la guerra, el Trofeu del Generalíssim. Els participants van ser decidits en campionats regionals encara que, a causa de la recent finalització de la contesa, no totes les federacions territorials van poder enviar un participant. Tot i que el Campionat Hispano-marroquí no es va disputar, el Ceuta Sport va participar al Campionat Regional Sud, finalitzant per darrere del Sevilla FC i el Betis Balompié, que van obtenir les dues places d'accés a la Copa del Generalíssim. Tot i això, el club ceutí es va beneficiar d'una invitació per disputar el torneig, atorgada per la Federació Espanyola per a premiar l'esport de la regió.
La temporada 1939-40 es disputà la darrera edició del campionat amb el triomf del Ceuta Sport per davant de la Escuela Hispano Árabe de Tánger.

## Historial
Font:
| Temporada | Campió                            | Resultat                          | Subcampió                         |
| --------- | --------------------------------- | --------------------------------- | --------------------------------- |
| 1931-32   | Cultura y Sport Ceutí (1)         | lliga                             | Ceuta Foot-ball Club              |
| 1932-33   | África Sport Club (1)             | lliga                             | Unión Santa Bárbara-Europa        |
| 1933-34   | Ceuta Sport (1)                   | lliga                             | África Sport Club                 |
| 1934-35   | Ceuta Sport (2)                   | lliga                             | África Sport Club                 |
| 1935-36   | Athletic Club de Tetuán (1)       | lliga                             | Español FC de Tetuán              |
| 1936-37   | no es disputà per la guerra civil | no es disputà per la guerra civil | no es disputà per la guerra civil |
| 1937-38   | no es disputà per la guerra civil | no es disputà per la guerra civil | no es disputà per la guerra civil |
| 1938-39   | no es disputà per la guerra civil | no es disputà per la guerra civil | no es disputà per la guerra civil |
| 1939-40   | Ceuta Sport (3)                   | lliga                             | Escuela Hispano Árabe de Tánger   |

## Palmarès
- Ceuta Sport: 3 títols (1933-34, 1934-35, 1939-40)
- Cultura y Sport Ceutí: 1 títol (1931-32)
- África Sport Club: 1 títol (1932-33)
- Athletic Club de Tetuán: 1 títol (1935-36)